# Sporting Mertzig
Maillots
Le FC Sporting Mertzig est un club luxembourgeois de football basé à Mertzig.
Le club évolue lors de la saison 2024-2025 en 1.Division, le troisième échelon du football luxembourgeois.

## Historique
- 1961 - fondation du club
- 1995 - 1re participation en D1 (saison : 1995-96)

## Image

Logo n°1
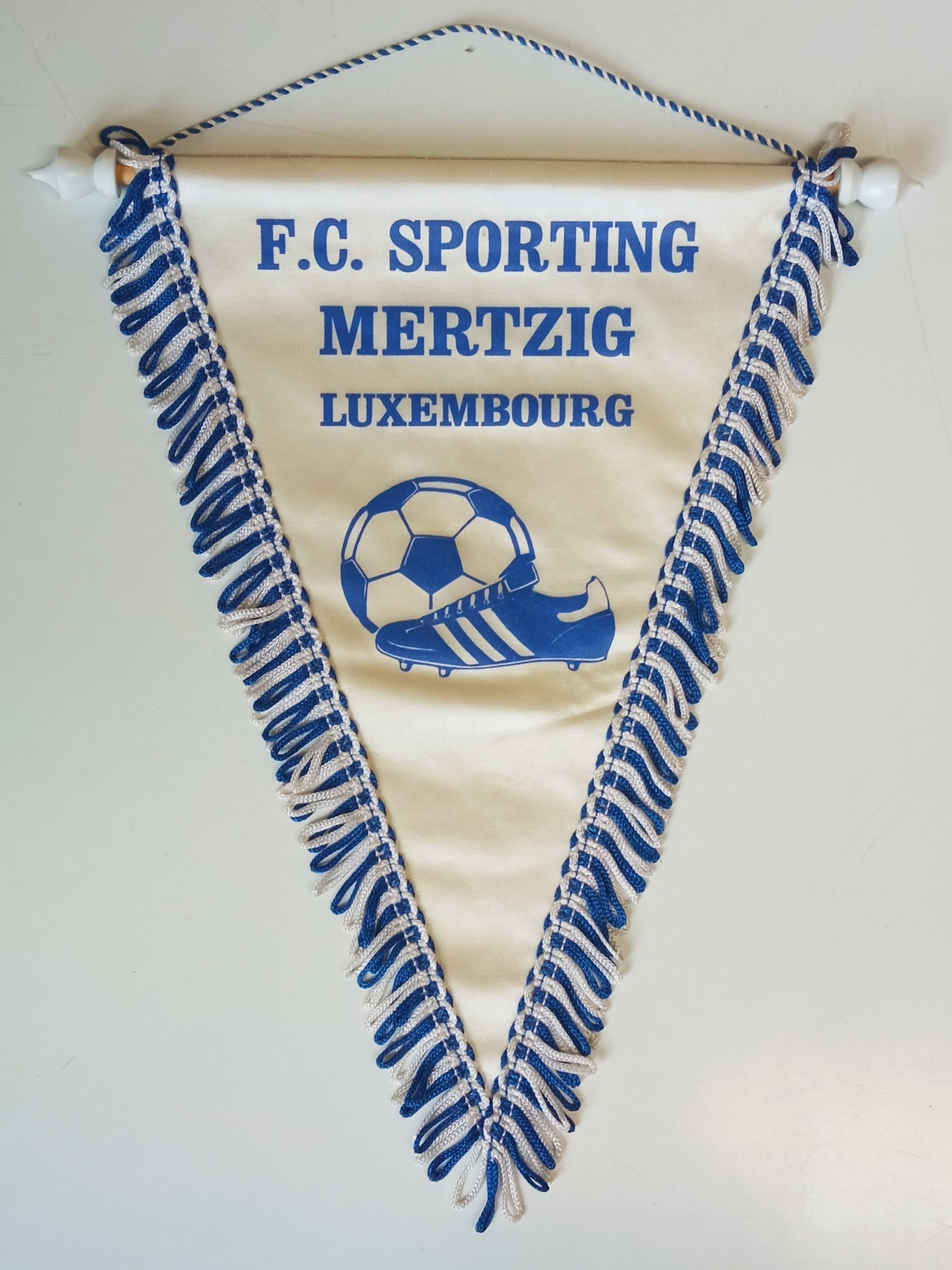
Fanion du Sporting Mertzig

## Anciens joueurs
- Patrick Posing
- Sébastien Rémy
- Carlo Weis
- Mikhail Zaritskiy

## Anciens entraîneurs
- Bibey Mutombo